# Left to Die
Left to Die je drugi EP američkog death metal-sastava Obituary. EP je objavljen 16. rujna 2008. godine, a objavila ga je diskografska kuća Candlelight Records.

## Popis pjesama
| 1.    | »Forces Realign«                           | 4:38 |
| 2.    | »Slowly We Rot« (2008. verzija)            | 4:39 |
| 3.    | »Dethroned Emperor« (obrada Celtic Frosta) | 5:03 |
| 4.    | »Left to Die«                              | 6:20 |
| 20:40 |                                            |      |

## Izvođači
- John Tardy - vokali, produkcija
- Trevor Peres - ritam gitara
- Ralph Santolla - solo-gitara
- Frank Watkins - bas-gitara
- Donald Tardy - bubnjevi, produkcija

## Produkcijsko osoblje
- Mark Prator - produkcija, snimanje, miksanje
- Tom Morris - završna obrada za reprodukciju (mastering)
- Andreas Marschall - omot
- Adrian Wear - dizajn